# Тулон (Илиноис)
Тулон (енгл. Toulon) град је у америчкој савезној држави Илиноис. По попису становништва из 2010. у њему је живело 1.292 становника.

## Демографија
Према попису становништва из 2010. у граду је живело 1.292 становника, што је 108 (7,7%) становника мање него 2000. године.
| Група             | 2000.         | 2010.         |
| Белци             | 1.377 (98,4%) | 1.271 (98,4%) |
| Афроамериканци    | 3 (0,2%)      | 7 (0,5%)      |
| Азијати           | 1 (0,1%)      | 5 (0,4%)      |
| Хиспаноамериканци | 6 (0,4%)      | 5 (0,4%)      |
| Укупно            | 1.400         | 1.292         |